# Chella (Espagne)
 (février 2024).
Si vous disposez d'ouvrages ou d'articles de référence ou si vous connaissez des sites web de qualité traitant du thème abordé ici, merci de compléter l'article en donnant les références utiles à sa vérifiabilité et en les liant à la section « Notes et références ».
Pour les articles homonymes, voir Chella.
Chella, en castillan et officiellement (Xella en valencien), est une commune d'Espagne de la province de Valence dans la Communauté valencienne. Elle est située dans la comarque de la Canal de Navarrés et dans la zone à prédominance linguistique castillane.

## Géographie

Localisation de Chella
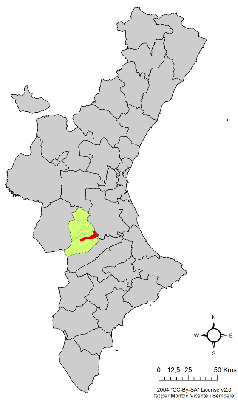
dans la Communauté valencienne.
dans la comarque de la Canal de Navarrés.

### Localités limitrophes
Le territoire municipal de Chella est voisin de celui des communes suivantes :
Anna, Bolbaite, Cotes, Enguera, Navarrés, Sellent, Estubeny et Sumacàrcer, toutes situées dans la province de Valence.

## Histoire
Chella est d'un grand intérêt archéologique et est bien connue grâce aux différentes explorations et enquêtes.
Il a été trouvé des céramiques et des silex montrant une longue occupation humaine, du mésolithique au début de l'âge du métal. À partir du néolithique, des vestiges sont également présents.
À partir de la période ibérique, il existait une abondante céramique à décor géométrique peint et des fragments de vases de vernis noir. Tout près, dans un ravin au nord-ouest, deux dalles servant de pont semblent être des vestiges du seuil d'une maison romaine.
À l'époque musulmane, Chella était une ferme dont Jacques Ier d'Aragon a fait don à Pere Dovit, bien qu'elle soit revenue plus tard à la Couronne. En 1341, le roi la céda à Tomás de Ulmis, qui la passa en 1356 au comte de Denia et plus tard au duché de Gandia. En 1611, Carlos de Borja a publié une cartographie de la population après l'expulsion des morisques. Plus tard, il appartint au marquis de Bélgida.
Malgré l'existence de vestiges archéologiques d'un village ibérique, situé à Los Secanos de Arriba, ainsi que d'une ferme romaine dans la maison actuelle de Fulgencio, il reste des traces des musulmans qui vivaient dans des espaces tels que les grottes de la Peña del Turco. La municipalité de Chella aurait son origine dans une ferme musulmane située sous l'actuelle place de la vieille église, où il y a toujours une partie du mur de la mosquée. Une niche y subsiste encore, mais avec la Vierge de Gracia, sainte patrone de la commune, Saint Blas étant loué lors des fêtes patronales.
En 1244, Jacques Ier d'Aragon conquit la région, en se dressant contre Al-Azraq, le caïd musulman qui la détenait, et soumit les habitants de Chella. Après avoir été vaincus, ils furent expulsés et la commune fut repeuplée avec des musulmans fidèles au roi. La population a été donnée en fief successivement à Thomas de Ulmis, le comte de Denia, Pedro Escintelles et le premier duc de Gandia (Alfonso el Vell), retournant après sa mort à la Couronne.
Pendant les Germanies, les Maures de Chella furent forcés de se faire baptiser et la paroisse de Bolbaite décorrélée de celle de Chella.
Avec Carlos de Borja, Chella est revenue dans l'escarcelle des ducs de Gandia et des comtes d'Oliva et, en 1609, Philippe III (roi d'Espagne) a ordonné l'expulsion des Maures. Chella a été complètement abandonnée jusqu'en 1611. Ce fut alors que la lettre patente a été accordée et que les nouveaux colons (Llobregat, Granero, Garcia Esparza, Palop, etc.) ont été installés.
Au cours de ce siècle, le XVIIe, la population se développe. Les vestiges du château musulman demeurent dans la partie supérieure, aujourd'hui le quartier de La Peña. Ce développement est consolidé au XVIIIe siècle, lorsque les seigneurs féodaux ne sont plus les Borja, mais le marquis de Bélgida. Pendant la guerre de Succession, Chella cesse d'appartenir au gouvernement de Játiva et entre dans la commune de Montesa avec les villages voisins de Anna, Enguera et Estubeny. 
Tous ces villages ont été touchés par le tremblement de terre du 23 mars 1748, qui a détruit l'ancienne église de Chella, accélérant ainsi la construction de la nouvelle (1763) en style néo-classique et croix latine avec des coins de cloche orientés vers les points cardinaux de la tour et qu'il conserve sa première cloche, Maria de Gracia, datant de 1789.
Au cours de ce même siècle la transformation de terres arides en vergers fertiles, grâce à la découverte d'une nouvelle source (L'Abrullador) et la mise en valeur de celle de Cabanilles, a engendré une importante croissance économique.
Au XIXe siècle, lorsque les seigneuries territoriales ont disparu, Chella est devenue une municipalité à part entière. Dans le recensement de Madoz de 1840, la population était de 1200 habitants.  L'économie était basée sur la culture du blé, du maïs, de l'orge et la production d'huile, de vin et de soie. 
Au cours de la Restauration, la structure sociale agricole était composée de petits et moyens propriétaires et de journaliers, ce qui a provoqué l'apparition du caciquisme (nom qu'on a attribué à l'ensemble des relations politiques qui animaient les années de la Restauration des Bourbons en Espagne (1874-1931)).
Il existe une légende, teintée de romantisme, selon laquelle El Chato, véritable personnage romanesque au service du caciquisme, serait devenu un rodero (bandit) après une déception amoureuse.
Le phylloxera (puceron destructeur de la vigne) a engendré la fin de la culture du vignoble et de la production de vin. Cela a provoqué de nombreuses émigrations en Argentine ou en Algérie (Sidi Bel Abbés) et l'extension de la culture de l'olivier.
À l'époque de la 2e République, au début de la guerre civile (1936-1939), apparaît la figure héroïque d'un militaire de carrière en poste à la caserne de zapateros-mineros de Paterna, celle de Carlos Fabra Marin (07/02/1904-06/07/1970), sergent républicain âgé de 33 ans au moment des faits, qui étouffa, dans la nuit du 29 juillet, avec son aide de camp et son seul pistolet (un Bergman 9 millimètres), le soulèvement militaire séditieux à Valencia, faisant avorter le coup d'état nationaliste dans le Levante. 
La fusillade fit trois morts et plusieurs blessés. 
Cette intervention fut décisive pour empêcher et bloquer la rébellion militaire de Valencia contre la Seconde République. Il fut décoré pour cette action de courage par le général José Miaja et élevé au grade de capitaine en 1937.
Proche du général José Miaja pendant le conflit et fidèle au gouvernement républicain replié à Valencia, il  jugea opportun d’envoyer sa famille (épouse, fils et fille) en 1938 en France, où il partit les rejoindre en exil, le 02/03/1939.
De nombreuses familles d'émigrés économiques en provenance de Chella, son village, furent aidées par lui, dans les années 1950-1960, à trouver un logement et du travail en région parisienne. Une petite diaspora "chellina" se constitua autour de son foyer à Saint-Denis, au nord de Paris, France.
À noter aussi que, pendant la seconde guerre mondiale, il fut arrêté à Narbonne pendant l'occupation allemande et fait prisonnier politique par la police française au camp du Vernet d'Ariège dans les Pyrénées.
Pendant la dictature de Francisco Franco, condamné à l'exil sous peine de mort mais aussi à l'ostracisme par les habitants et les partis politiques apparentés, il fut écarté de la mémoire officielle jusqu'à ce que son fait d'arme héroïque soit reconstitué et son histoire restaurée et honorée au travers d'essais, biographies et publications d'historiens et d'artistes. 
Depuis, une rue de Chella et un parc ont reçu son nom.
Ses descendants directs vivent toujours à Chella ainsi qu'en France, où il est mort à 65 ans, le 06/07/1970, sans avoir revu officiellement son pays natal. 
D'abord enterré en France à St-Denis près de Paris, ses restes mortels furent, en 1986, rapatriés à Chella (grâce au financement du Conseil municipal de Valencia et au don, par la mairie de Chella, d'une parcelle de terre au cimetière municipal) lors de la cérémonie de Commémoration des 50 ans de la fin de la Guerre Civile. Un hommage lui fut rendu par les anciens combattants encore vivants et par de nombreuses associations, lors de ces/ses funérailles.
Un hommage officiel pour son intervention héroïque lui a été rendu aussi par le Conseil municipal de Paterna en 2006 et le musée de Paterna conserve son arme en vitrine, entr'autres choses.
Avec l'arrivée de la démocratie et le retour des Espagnols émigrés, l'économie s'est améliorée. La population active a quitté le secteur agricole pour se tourner vers la construction, les divers services et le tourisme local. La zone offre un nombre très important de villas de vacances et de gîtes ruraux en location, gérés par des particuliers.
La fabrication domestique clandestine de puros caliquesños, ces cigares de contrebande typiques, roulés à la main, a longtemps constitué une économie souterraine exploitant principalement le travail des femmes, tous âges confondus.
Actuellement, le développement urbain se poursuit sur les mêmes grands axes : les rues Higueral, Carlos Fabra, Federico Granero, Blasco Ibáñez, Miguel Hernández, La Paz et Valeriano Bellver et sur l’avenue de la Constitution, qui a cessé d'être l'axe principal, cette route traversante ayant été détournée grâce à la construction d'une rocade. 
En direction de Bolbaite (Bolbait en valencien), la ville s’est agrandie avec la zone industrielle, articulée autour de la rue du Premier Mai, dont les croisements portent le nom des zones rurales du secteur. 
Durant les deux dernières décennies, la population a augmenté avec l’arrivée de personnes venant principalement des pays d’Europe de l’Est, du Maghreb et de la Grande-Bretagne, ce qui ouvre l'étape inédite d'une nouvelle ère de coexistence inter-ethnique et multi-culturelle à Chella.

## Démographie
| Année | Population factuelle | Population du droit | Maisons |
| 1842  | 1031                 | ...                 | 289     |
| 1857  | ...                  | 1598                | 382     |
| 1860  | ...                  | 1746                | 359     |
| 1877  | 1907                 | 1906                | 460     |
| 1887  | 2041                 | 2019                | 528     |
| 1897  | 2133                 | 2209                | 633     |
| 1900  | 2689                 | 2706                | 708     |
| 1910  | 2720                 | 2641                | 716     |
| 1920  | 2838                 | 2743                | 689     |
| 1930  | 2966                 | 2905                | 753     |
| 1940  | 3024                 | 3002                | 754     |
| 1950  | 3030                 | 3000                | 806     |
| 1960  | 2906                 | 2796                | 814     |
| 1970  | 2813                 | 2501                | 998     |
| 1981  | 2534                 | 2499                | 763     |
| 1990  | 2590                 | ...                 | ...     |
| 1991  | 2510                 | 2490                | 833     |
| 1992  | 2531                 | ...                 | ...     |
| 1994  | 2549                 | ...                 | ...     |
| 1996  | 2539                 | ...                 | ...     |
| 1998  | 2525                 | ...                 | ...     |
| 2000  | 2527                 | ...                 | ...     |
| 2001  | 2519                 | ...                 | 934     |
| 2002  | 2566                 | ...                 | ...     |
| 2003  | 2592                 | ...                 | ...     |
| 2004  | 2618                 | ...                 | ...     |
| 2005  | 2666                 | ...                 | ...     |
| 2006  | 2701                 | ...                 | ...     |
| 2007  | 2776                 | ...                 | ...     |
| 2008  | 2860                 | ...                 | ...     |
| 2009  | 2807                 | ...                 | ...     |
| 2010  | 2820                 | ...                 | ...     |
| 2011  | 2753                 | ...                 | 1045    |
| 2012  | 2776                 | ...                 | ...     |
| 2013  | 2752                 | ...                 | ...     |
| 2014  | 2683                 | ...                 | ...     |
| 2015  | 2604                 | ...                 | ...     |
| 2016  | 2530                 | ...                 | ...     |
| 2017  | 2513                 | ...                 | ...     |
| 2018  | 2469                 | ...                 | ...     |
| 2019  | 2435                 | ...                 | ...     |
| 2020  | 2472                 | ...                 | ...     |
| 2021  | 2457                 | ...                 | 1028    |

source = INE (Spain)
epdata

## Administration
Liste des maires, depuis les premières élections démocratiques.
| Législature | Nom du Maire                 | Parti politique |
| ----------- | ---------------------------- | --------------- |
| 1979-1983   | Juan Martínez Granero        | UCD             |
| 1983-1987   | Juan Martínez Granero        | AP-PDP-UL-UV    |
| 1987-1991   | José Agustín Talón Ballester | PSPV-PSOE       |
| 1991-1995   | Andrés Fernández Orts        | PSPV-PSOE       |
| 1995-1999   | Vicente Coloma Granero       | PP              |
| 1999-2003   | Vicente Coloma Granero       | PP              |
| 2003-2007   | Pablo Seguí Granero          | PSPV-PSOE       |
| 2007-2011   | Pablo Seguí Granero          | PSPV-PSOE       |
| 2011-2015   | Pablo Seguí Granero          | PSPV-PSOE       |
| 2015-2019   | José Enrique Talón Seguí     | PSPV-PSOE       |
| 2019-2023   | José Enrique Talón Seguí     | PSPV-PSOE       |

## Économie
Traditionnellement basée sur l'agriculture qui est progressivement négligée au XXIe siècle, au profit de l'immobilier et du tourisme.
Dans les zones irriguées, on note la culture de l'ail, du blé, du maïs, des cacahuètes, des oignons, du tabac et des arbres fruitiers.
En terre non irriguée (secano), les olives, les amandes, les raisins et la caroube sont récoltés.
À Chella, l'artisanat se distingue sans aucun doute par un produit local emblématique tel que le fameux cigare "Caliqueño" entièrement roulé à la main et par la dentelle aux fuseaux, plus confidentielle.
La pierre est également travaillée (façades, cheminées, chemins, etc.), ce qui constitue l'une de ses principales applications artisanales.

## Patrimoine
- L'église paroissiale de la Vierge de Grâce, reconstruite au XVIIIe siècle, est actuellement examinée par des experts du dôme, car elle pourrait avoir été conçue par Gaudí.
- Ermitage de San Nicolás.
- Manoir des Comtes de Buñol.
- Ancienne mosquée arabe.
- Les "Castillets", vestiges d'origine arabe.

## Sites naturels et sources

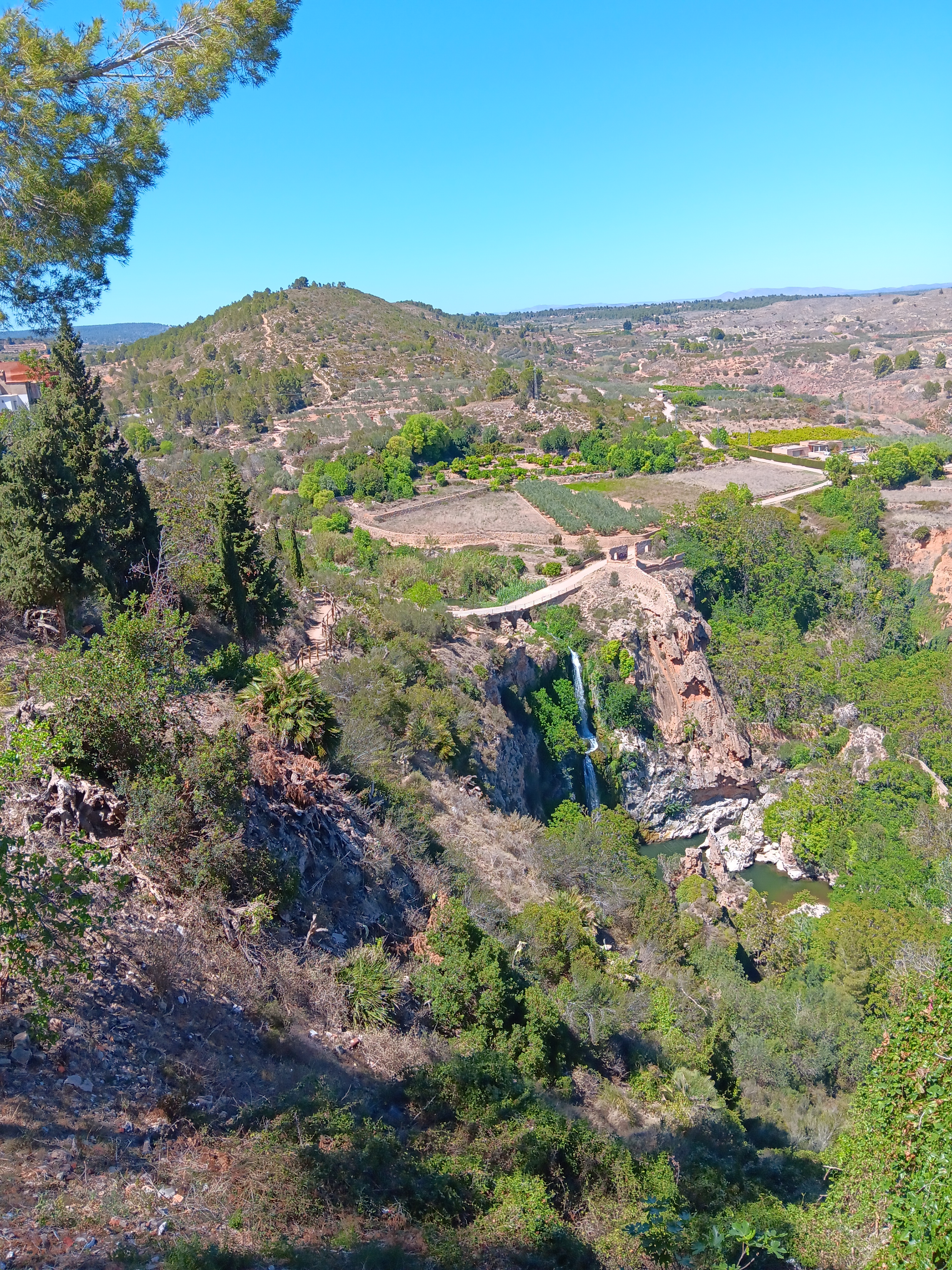
El Salto vu depuis le Mirador (avril 2024)

- Les ruines de la fontaine et du lavoir du Mirador del Salto.
- Le Mirador del Salto ("Regardeur du Saut") est une sorte d'observatoire panoramique, une terrasse maçonnée et carrelée, en surplomb du ravin avec vue sur la cascade d'eau du Salto, construite dans les années 1970 sur une armature de pilotis métalliques qui comporte un risque de détachement.
- Le Saut (El Salto) est une cascade d'eau qui se jette dans la gorge où le fleuve continue sa course au fond du ravin.
- Barranco del "Zarzalet" où il y a une ancienne grotte pour garder le bétail et une fontaine.
- De la source de "l'Abrullador" située à cinq kilomètres de la commune, jaillit l'eau qui alimente Chella en eau. Elle suit le chenal qui mène de la gorge de "l'Abrullador" aux sites des "Molinicos" et de la "Playa Salvaje", un plan d'eau artificiel aménagé pour les loisirs : pêche, baignade, promenade.
- Un lavoir ancien ("blanchisserie") dans la zone du parc.
- Une source, canalisée en fontaine, se trouve au lieu-dit "les Platanes" (los Chopos) : c'est là que la population allait remplir ses jarres d'eau, autrefois. Des cafés et des restaurants s'animent en été selon les projets, autour de cette fontaine.
- "Clochicas" et "El Abogao" sont d'autres sources que l'on retrouve également dans ce secteur à l'état naturel.
- Dans la partie nord de la zone, il reste encore les vestiges de ce qui fut jadis une station d’eaux thermales et médicinales.

## Zones de loisirs
- Parque de la Fuente au bord de la rivière Sellent, une passerelle avec des bancs, un espace vert, un parc pour enfants et une partie dédiée à la réalisation de festivals, concerts et événements publics, services.
- Parque de la Ermita, avec un terrain de sport pour adultes, un terrain de pétanque, un espace vert avec des bancs, une fontaine et une aire de jeux pour enfants.
- Plaza Parque Párroco Don Julio, équipé de bancs avec une petite aire de jeux.
- El Paseo, situé dans le centre de la commune, zone avec bancs, deux fontaines et terrain de jeux.

## Installations sportives
- La piste polyvalente du Parque de la Fuente, équipée pour jouer au football et au basket-ball, dispose de vestiaires.
- Piscine publique adaptée aux personnes à mobilité réduite avec vestiaires.
- Tennis
- Terrain de paddle
- Terrain de football en gazon artificiel avec vestiaires.

## Fêtes
- Festivités des fêtes patronales (Fiestas Patronales) en l'honneur de San Blas et du Christ du Refuge, les 2-3 et 4 février. Le premier jour des festivités est célébrée la procession en l'honneur de San Fumat. Cette procession commence à l'aube lorsque le festival se termine et que tout le monde doit y aller déguisé et avec un caliqueño.
- Festivals de la semaine culturelle (Fiestas de la Semana Cultural). Elles ont lieu la première semaine d’août et comprennent concours de paella, performances musicales, théâtre, récit, concentration de DJs, championnats sportifs, concours de dessin, etc.et présentation des festivités de l'année suivante.
- Fêtes des Maures et des Chrétiens (Fiestas de Moros y Cristianos). Le week-end après la semaine culturelle, la grande parade ou défilé des Maures et des Chrétiens se termine avec le dîner-rassemblement des comparses, le vendredi soir, et les défilés dans la commune, le samedi, la fausse entrée et le dimanche, l'entrée officielle.
- Fête de la rue Santicos de la Piedra (Festividad calle Santicos de la Piedra) Les voisins de la ville vont à la messe et font un défilé avec le saint. Les voisins de cette rue, sortent de chez eux et font un dîner dans leur rue, dans lequel ils invitent toute la population.
- Fête de San Roque (Festividad de San Roque) Les voisins de la ville vont à la messe et font un défilé avec le saint. Les voisins de cette rue, sortent de chez eux et font un dîner dans leur rue, dans lequel ils invitent toute la population.
- Fête de la Vierge de Grace (Festividad de la Virgen de Gracia) Il est célébré le 8 septembre, mais dure tout un week-end. Vendredi, un dîner est préparé dans le Parc de la Fuente, où se réunissent tous les anciens de la ville, avec un spectacle musical. Samedi après-midi, un défilé est organisé avec les fêtards vêtus du "chellino", le costume typique de la ville. Ensuite, ils vont à la messe et une offrande est faite. Quand ils quittent la messe, ils défilent, vont dans la vieille rue de l'église et font une autre offrande, puis préparent une collation pour les anciens et les retraités de la ville. À la fin du goûter, ils se rendent au Paseo, où sont dansées des danses populaires. Dimanche matin, une messe est célébrée où les fêtards sont vêtus de chellino. À la fin de la messe, un défilé se déroule dans la ville. Dans l'après-midi, une procession est organisée, où les fêtards sont habillés en tenue gala, à la fin de la procession il y a un feu d'artifice.
- Le Festival des Fallas, est l’un des festivals les plus enracinés de la commune. Il a été fondé l'été 1982 et a commencé en mars 1983, il est célébré du 15 au 19 mars
- Festival de Saint Nicolas (Festividad de San Nicolás) Il est célébré le 6 décembre, à cette soirée, un défilé est organisé dans lequel tout le monde est habillé en tenue de gala. Le lendemain, ils font un chocolat pour tous les gourmands. Une messe est également célébrée et une procession en son honneur.
- Cavalcade des Rois Mages (Cabalgata de los Reyes Magos) Il a lieu l'après-midi / nuit du 5 janvier. Les enfants vont au parc Carlos Fabra, écrivent la lettre aux rois et prennent des photos avec eux. Puis ils suivent le circuit où il y a de la musique, des fées, des pages ... À la fin du tour, ils retournent au parc Carlos Fabra et licencient les rois, qui gravissent la montagne et disparaissent avec une étoile ...

## Gastronomie
Spécialité de riz au four et "arroz caldós", la "casolica de pencas", le ragoût et le gaspacho à la manchego.
Parmi les desserts se détachent: les "torticas" d'arachides et d'huile de San Blas, les "bizcochás", les "rollicos de anís", les "pastissets de moniato", les "pastissets de rosillas", les "torta en llanda", les "almendrones" "," rossegones " et pour tous les saints, ils deviennent des" hogassas ".

### Sources
- (es) Cet article est partiellement ou en totalité issu de l’article de Wikipédia en espagnol intitulé « Chella » (voir la liste des auteurs).